# Moscon

Wappen der Moscon

Moscon ist der Name eines innerösterreichischen Adelsgeschlechts, das in der älteren Literatur auch Moskon, Moschkon, Maskhon, Moschkhon oder ähnlich geschrieben wurde und hauptsächlich in der Untersteiermark und Krain begütert war. Angehörige dieser Familie leisteten zu ihrer Zeit für diese Region wichtige wirtschaftliche Entwicklungsbeiträge und hinterließen ein großes kulturelles Erbe.

## Geschichte
Die Moscon, Lantheri, Qualandro, Valvasor und Andere, gehörten zu jenen Familien, die vermehrt seit Ende des 15. Jahrhunderts als Unternehmer, Geschäfts- und Kaufleute aus Oberitalien nach Kärnten, Krain und in die Steiermark einwanderten und sich hier niederließen. Schnell gelangten einige dieser Zuwanderer durch den Handel mit Holz, Schlachtvieh, Tuch und anderen Gütern oder durch Hammerwerke, Bauunternehmen und Montanbetriebe zu großem Reichtum und schafften auch den Übertritt in den Adelsstand.

### 16. Jahrhundert

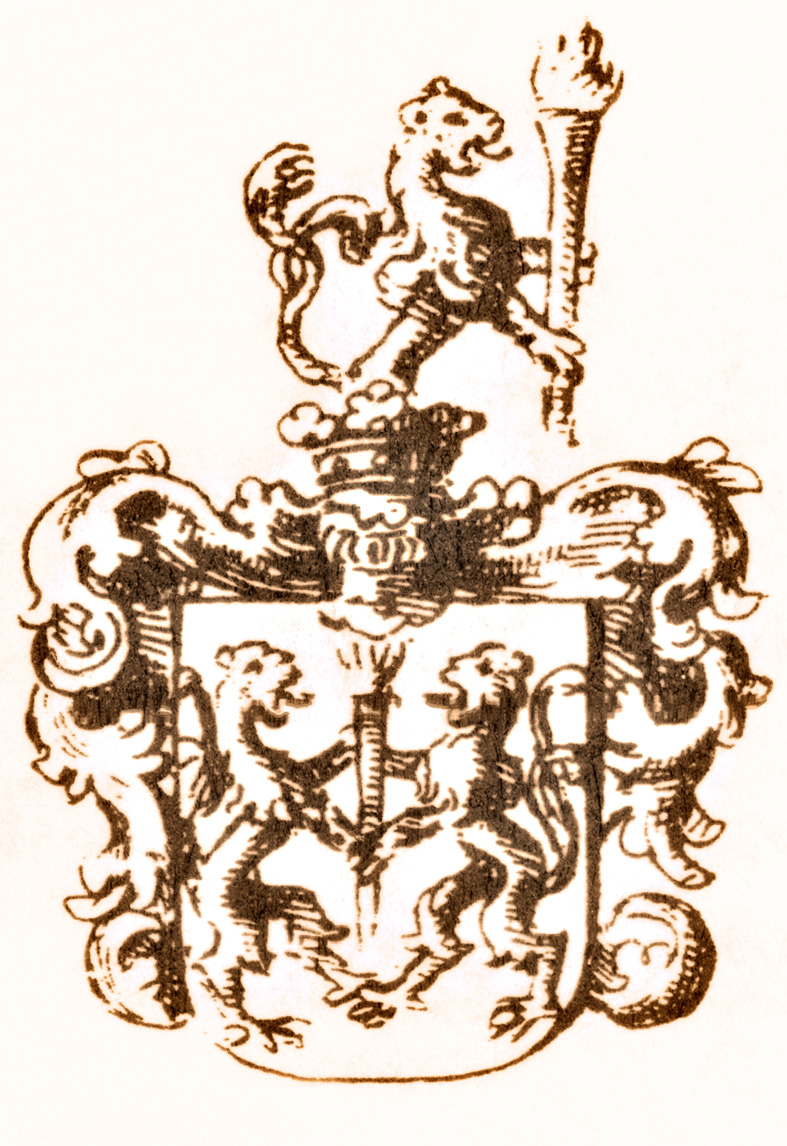
Das Wappen der Moscon im Jahre 1689, Ausschnitt aus Valvasors Ehre, Band IX. S. 107

Die Moscon kamen aus der Lombardei, höchstwahrscheinlich aus Bergamo oder seinem Umland. Bereits um das Jahr 1500 waren sie in der untersteirischen Stadt Pettau (heute Ptuj in Slowenien) als Kaufleute ansässig. „Alex Muscan“ wird in der Stadtrechtserneuerung aus dem Jahre 1513 als Hausbesitzer im dritten Stadtviertel erwähnt und hatte das Bürgerrecht und die Marktfreiheit.
Ein anderer Ast der Familie ließ sich in der Krainer Landeshauptstadt Laibach (heute Ljubljana in Slowenien) nieder und beantragte die Bürgerrechte. Ein Gerichtsprotokoll von damals hat sich erhalten und berichtet: „Innocent Moschkon Ist burgerliche Recht verliehen worden In der Condition, das man Ime nachdem er unbeheyratet ein gantz Jar dato frist vnd weyll lasst sich zu beheyrathen. Wo er sich aber zu Ausgang des Jars nit beheyrat Ist er 100 fl. (rh.) zu gemainer Statt in Peen verfallen zu bezallen. 1526 Freitag den 25. Oktober.“
Namentlich erwähnt werden Familienangehörige der Moscon auch in einer Aufstellung der Laibacher Kaufmannschaft aus dem Jahre 1544. Francesco, Apoloni, Bernard und Anton Moscon werden als Kaufleute der Stadt genannt. Sie handelten vornehmlich mit Pelzwaren, Rinderhäuten und Leder und machten einträgliche Geschäfte. Bereits im Jahre 1551 erwarb der städtische Bürger und Handelsmann Francesco Moscon mit seiner Frau Margarete Haus- und Grundbesitz am Stadtmarkt.
Sebastian Moscon, ebenfalls ein Spross der Familie, pachtete um das Jahr 1540 eine zum Herrschaftsbereich der Freiherren von Ungnad gehörige Kupfermine und begann mit dem Ausbau der bei Samobor in Kroatien gelegenen Erzgrube. Durch die Einführung fortschrittlicherer Abbau- und Verhüttungsmethoden gelang es ihm, die Kupferproduktion gewaltig zu steigern und sich ein beträchtliches Vermögen zu erwirtschaften.

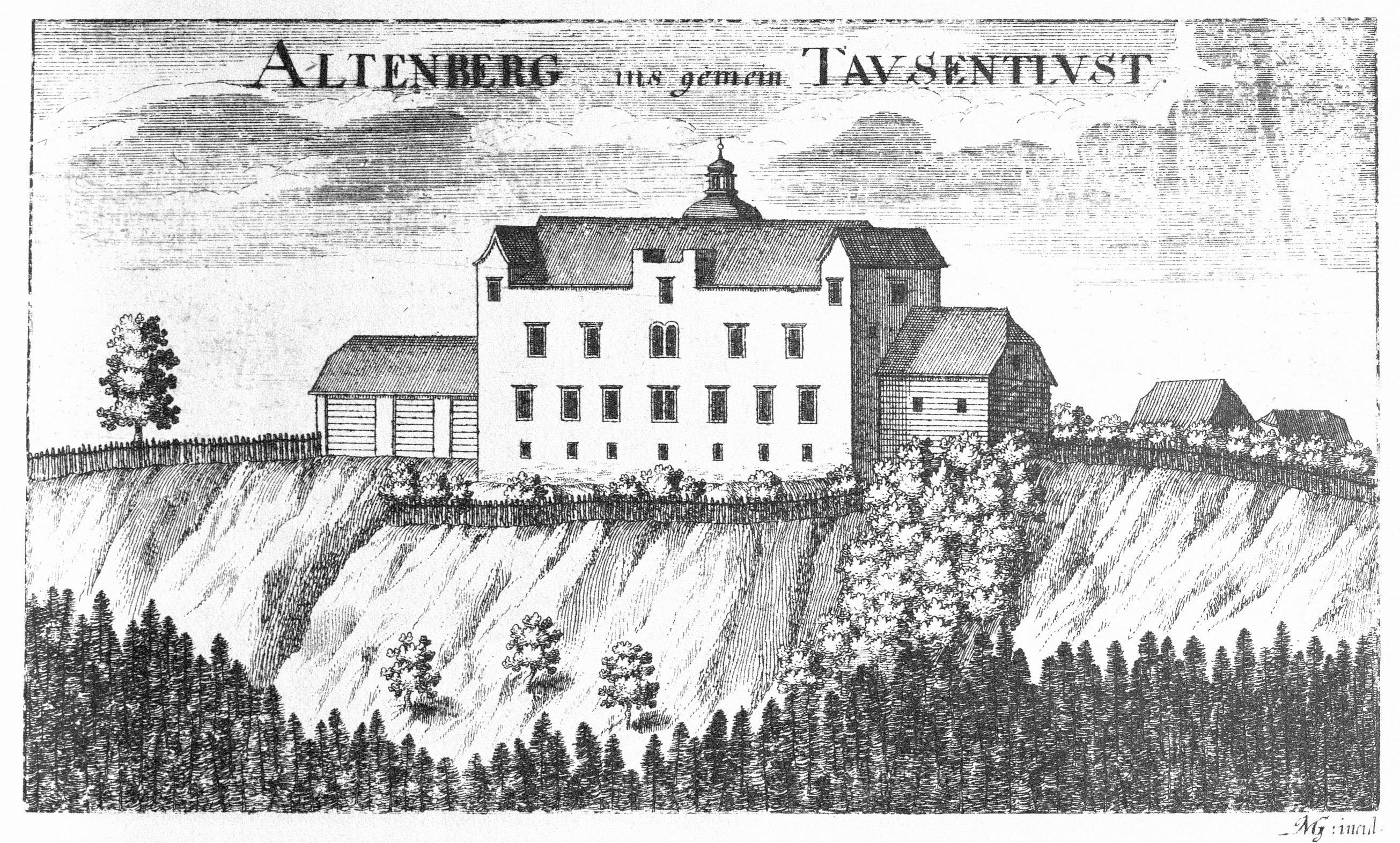
Schloss Tausendlust um 1680, Kupferstich von M. Vischer

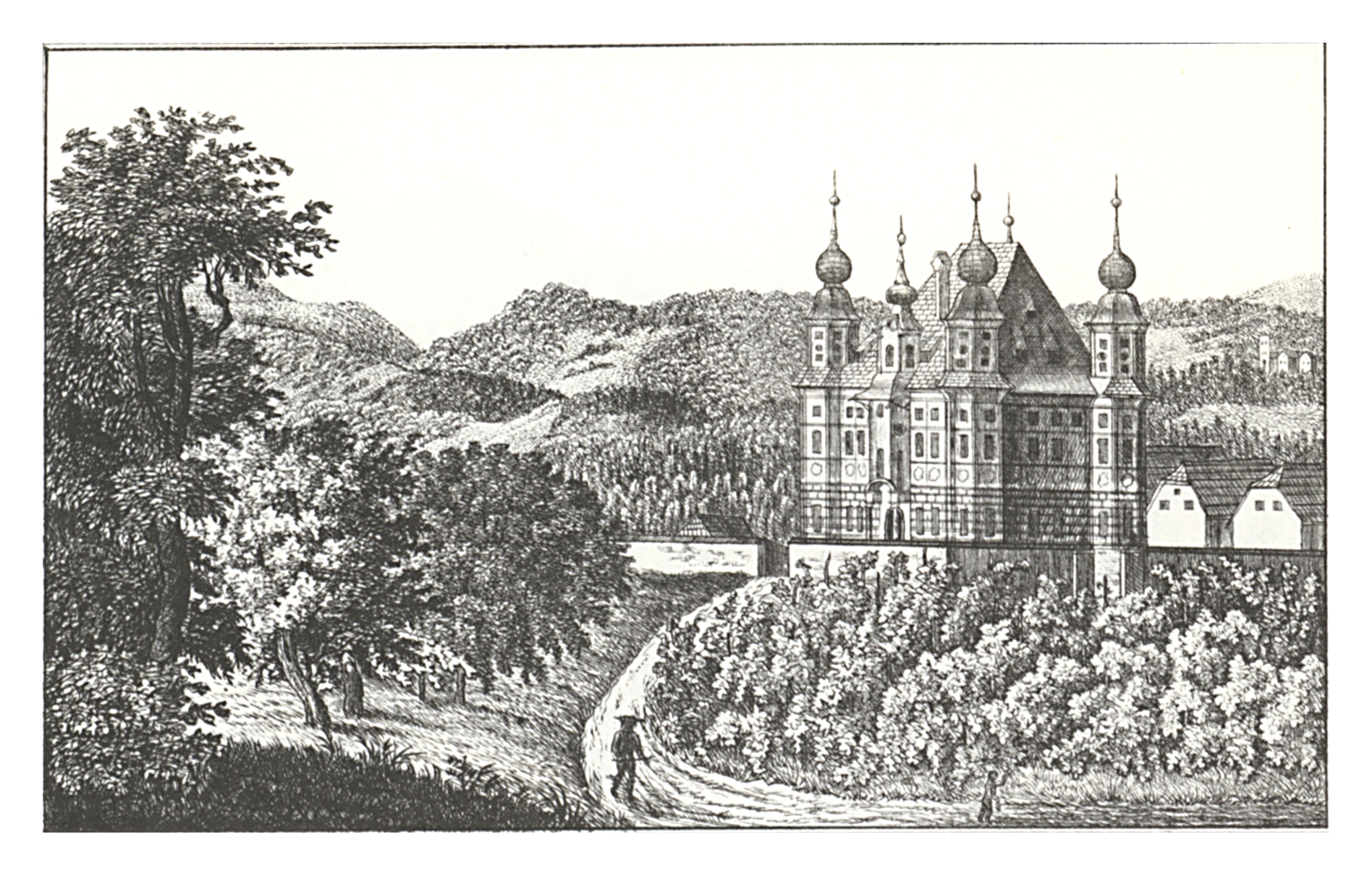
Schloss Tausendlust um 1800 im Besitz der Fam. Moskon, Kaiser

Im Spätherbst 1581 verstarb der Ende der 1530er Jahre aus Telgate bei Bergamo nach Krain eingewanderte Johann Baptist Valvasor auf seinem Schloss Thurn am Hart in Unterkrain (heute Srajbarski turn bei Krško in Slowenien). Da er aus zwei Ehen selber keine Nachkommen gehabt hatte, hinterließ er den Großteil seines riesigen Vermögens den Kindern seiner verstorbenen Schwester Katharina-Franziska. Diese war mit dem bereits in den 1560er Jahren verstorbenen Laibacher Bürger und Handelsmann Franciscus Moscon verheiratet und hatte mit ihm acht Kinder. Die fünf Neffen, Johann-Alexander, Innozenz, Peter, Michael und Markus-Anton, erbten aus des Onkels Nachlass seine Landgüter und Herrschaften, die drei Nichten Elisabeth, Elinitta und Cassandra erhielten größere Geldbeträge. Diese Erbschaft war für die Moscons der Boden zu raschem Aufstieg in die Gesellschaft und den Adel von Krain und Steiermark während des 17. Jahrhunderts.

## Namensträger
- Alfred Freiherr von Buttlar-Moscon (* 1898, † 1972), 6. und letzter Fideikommissherr von Pischätz, Schriftsteller, Lyriker und Übersetzer.
- Maria Anneta Freiin von Moscon verehel. Freiin von Buttlar zu Brandenfels genannt Treusch (* 1867, † 1898).
- Julius Franz Alfred Freiherr von Moscon (* 1839, † 1927), 5. Fideikommissherr von Pischätz, Abgeordneter im österreichischen Reichsrat und im steirischen Landtag.
- Anton Albert Freiherr von Moscon (* 1782, † 1822), 3. Fideikommissherr von Pischätz, Pomologe und Agronom.
- Franz Xaver Seyfried Freiherr von Moscon (* 1750, † 1838), 4. Fideikommissherr von Pischätz.

## Besitz
In Krain
- Billichgrätz/Polhov Gradec
- Breitenau/Zalog
- Brunnfeld/Pipanovo
- Flödnig/Smlednik
- Gurkfeld/Krško
- Gutenwerd/Otok
- Habbach/Jablje
- Kiselstein
- Klingenfels/Klevevž
- Laas/Lož
- Landstraß/Kostanjevica
- Loitsch/Logatec
- Mokritz/Mokrice
- Obergurk/Vrhkrka
- Ortenegg/Ortnek
- Preissegg/Prežek
- Ratschach/Radeče
- Reifnitz/Ribnica
- Rutzing/Rocin
- Schwarzenbach/Črni potok
- Siebenegg/Žebnik pri Radečah
- Thurn am Hart/Šrajbarski turn
- Weichselburg/Višnja gora

In Steiermark
- Alt-Kainach (1755 bis Anfang des 19. Jahrhunderts)
- Montpreis/Planina
- Ober-Lichtenwald/Sevnica
- Pischätz/Pišece
- Reichenburg/Rajhenburg
- Reichenstein/Reštanj
- Reittereck (1660 bis etwa 1850)
- Tüffer/Laško